# Christel Sommer
Christel Sommer (* 22. Februar 1950, verheiratete Christel Iske) ist eine deutsche Badmintonspielerin.

## Karriere
Christel Sommer gewann von 1966 bis 1989 bei DDR-Meisterschaften insgesamt über 50 Medaillen. Ihre größten Erfolge waren dabei dreimal Silber im Damendoppel bei DDR-Einzelmeisterschaften und zweimal Silber bei DDR-Mannschaftsmeisterschaften. 1976 siegte sie beim Internationalen Werner-Seelenbinder-Gedenkturnier.

## Sportliche Erfolge
| Saison    | Veranstaltung                                          | Disziplin        | Platz | Name |
| --------- | ------------------------------------------------------ | ---------------- | ----- | --- |
| 1965/1966 | DDR-Einzelmeisterschaft AK 16/17                       | Damendoppel      | 3     | Ursula Rimkus / Christel Sommer (Motor Ilmenau) |
| 1967/1968 | DDR-Einzelmeisterschaft AK 16/17                       | Damendoppel      | 2     | Christel Sommer / Ursula Rimkus (Chemie Ilmenau) |
| 1968/1969 | DDR-Studentenmeisterschaft                             | Dameneinzel      | 1     | Christel Sommer (ISfTG Ilmenau) |
| 1968/1969 | DDR-Studentenmeisterschaft                             | Damendoppel      | 1     | Gabriele Berge / Christel Sommer (ISB Leipzig – Lok Mitte Leipzig / ISG Ilmenau) |
| 1969/1970 | DDR-Studentenmannschaftsmeisterschaft                  | Mannschaft Damen | 1     | DHfK Leipzig (Beate Herbst, Sabine Leistner, Sibylle Ostermann, Christel Sommer, Monika Brehmer) |
| 1969/1970 | DDR-Mannschaftsmeisterschaft                           | Mannschaft       | 2     | DHfK Leipzig (Gerd Pigola, Volker Herbst, Gerd Hachmeister, Frank Geißler, Christel Sommer, Beate Herbst, Dagmar Pigola)                                                                                |
| 1970/1971 | DDR-Studentenmeisterschaft                             | Dameneinzel      | 3     | Christel Sommer (DHfK Leipzig) |
| 1970/1971 | Silberner Federball                                    | Damendoppel      | 2     | Beate Herbst / Christel Sommer (DHfK Leipzig) |
| 1970/1971 | DDR-Studentenmeisterschaft                             | Damendoppel      | 2     | Monika Habanz / Christel Sommer (ISfM Wildau / DHfK Leipzig) |
| 1970/1971 | DDR-Einzelmeisterschaft                                | Damendoppel      | 3     | Christel Sommer / Beate Herbst (DHfK Leipzig) |
| 1970/1971 | DDR-Mannschaftsmeisterschaft                           | Mannschaft       | 3     | DHfK Leipzig (Gerd Pigola, Joachim Gerhardt, Volker Herbst, Gerd Hachmeister, Bernd Hachmeister, Christel Sommer, Beate Herbst)                                                                         |
| 1971/1972 | DDR-Einzelmeisterschaft                                | Mixed            | 3     | Gerd Pigola / Christel Sommer (DHfK Leipzig) |
| 1971/1972 | Silberner Federball                                    | Dameneinzel      | 3     | Christel Sommer (DHfK Leipzig) |
| 1971/1972 | DDR-Einzelmeisterschaft                                | Dameneinzel      | 3     | Christel Sommer (DHfK Leipzig) |
| 1971/1972 | DDR-Einzelmeisterschaft                                | Damendoppel      | 2     | Christel Sommer / Beate Herbst (DHfK Leipzig) |
| 1971/1972 | DDR-Mannschaftsmeisterschaft                           | Mannschaft       | 3     | DHfK Leipzig (Gerd Pigola, Volker Herbst, Wolfgang Böttcher, Jürgen Richter, Frank Geißler, Beate Herbst, Monika Brehmer, Christel Sommer, Helga Pöschel)                                               |
| 1971/1972 | Silberner Federball                                    | Damendoppel      | 3     | Beate Herbst / Christel Sommer (DHfK Leipzig) |
| 1972/1973 | DDR-Mannschaftsmeisterschaft                           | Mannschaft       | 3     | DHfK Leipzig (Gerd Pigola, Volker Herbst, Wolfgang Böttcher, Jürgen Richter, Bernd Brösdorf, Frank Geißler, Joachim Gerhardt, Hachmeister, Christel Sommer, Helga Pöschel, Beate Herbst, Helga Pöschel) |
| 1972/1973 | Silberner Federball                                    | Dameneinzel      | 3     | Christel Sommer (DHfK Leipzig) |
| 1972/1973 | Silberner Federball                                    | Damendoppel      | 3     | Beate Herbst / Christel Sommer (DHfK Leipzig) |
| 1972/1973 | DDR-Einzelmeisterschaft                                | Damendoppel      | 3     | Christel Sommer / Beate Herbst (DHfK Leipzig) |
| 1972/1973 | DDR-Studentenmeisterschaft                             | Mixed            | 3     | Karl-Heinz Beckert / Christel Sommer (KMU Leipzig / DHfK Leipzig) |
| 1972/1973 | DDR-Studentenmeisterschaft                             | Damendoppel      | 2     | Christel Sommer / Dagmar Tröße (DHfK Leipzig / IS Werbung Gestaltung Berlin) |
| 1973/1974 | DDR-Einzelmeisterschaft                                | Dameneinzel      | 3     | Christel Sommer (DHfK Leipzig) |
| 1973/1974 | DDR-Mannschaftsmeisterschaft                           | Mannschaft       | 3     | DHfK Leipzig (Gerd Pigola, Volker Herbst, Wolfgang Böttcher, Bernd Brösdorf, Peter Rebel, Beate Herbst, Christel Sommer)                                                                                |
| 1973/1974 | DDR-Einzelmeisterschaft                                | Damendoppel      | 2     | Christel Sommer / Beate Herbst (DHfK Leipzig) |
| 1974/1975 | Silberner Federball                                    | Dameneinzel      | 3     | Christel Sommer (DHfK Leipzig) |
| 1974/1975 | Silberner Federball                                    | Damendoppel      | 3     | Christel Sommer / Beate Herbst (DHfK Leipzig) |
| 1974/1975 | DDR: Internationales Werner-Seelenbinder-Gedenkturnier | Dameneinzel      | 3     | Christel Sommer (DHfK Leipzig) |
| 1974/1975 | DDR: Internationales Werner-Seelenbinder-Gedenkturnier | Damendoppel      | 3     | Christel Sommer / Jiřína Hubertová (DHfK Leipzig / ČSSR) |
| 1974/1975 | DDR: Internationales Werner-Seelenbinder-Gedenkturnier | Mixed            | 3     | Wolfgang Böttcher / Christel Sommer (DHfK Leipzig) |
| 1974/1975 | DDR-Mannschaftsmeisterschaft                           | Mannschaft       | 3     | DHfK Leipzig (Wolfgang Böttcher, Gerd Pigola, Jürgen Richter, Volker Herbst, Bernd Brösdorf, Ralph Schieck, Peter Rebel, Beate Herbst, Christel Sommer)                                                 |
| 1975/1976 | DDR: Internationales Werner-Seelenbinder-Gedenkturnier | Mixed            | 2     | Erfried Michalowsky / Christel Sommer (Einheit Greifswald / DHfK Leipzig) |
| 1975/1976 | DDR-Einzelmeisterschaft                                | Damendoppel      | 3     | Christel Sommer / Beate Herbst (DHfK Leipzig) |
| 1975/1976 | DDR: Internationales Werner-Seelenbinder-Gedenkturnier | Dameneinzel      | 2     | Christel Sommer (DHfK Leipzig) |
| 1975/1976 | DDR: Internationales Werner-Seelenbinder-Gedenkturnier | Damendoppel      | 1     | Monika Cassens / Christel Sommer (SG Gittersee / DHfK Leipzig) |
| 1975/1976 | DDR-Mannschaftsmeisterschaft                           | Mannschaft       | 2     | DHfK Leipzig (Wolfgang Böttcher, Gerd Pigola, Jürgen Richter, Volker Herbst, Matthias Röder, Manfred Blauhut, Christel Sommer, Beate Herbst)                                                            |
| 1976/1977 | DDR-Einzelmeisterschaft                                | Damendoppel      | 2     | Monika Cassens / Christel Sommer (Lok HfV Dresden / DHfK Leipzig) |
| 1976/1977 | DDR-Einzelmeisterschaft                                | Mixed            | 3     | Volker Herbst / Christel Sommer (DHfK Leipzig) |
| 1976/1977 | Silberner Federball                                    | Damendoppel      | 1     | Monika Cassens / Christel Sommer (SG Gittersee / DHfK Leipzig) |
| 1976/1977 | DDR: Internationales Werner-Seelenbinder-Gedenkturnier | Damendoppel      | 2     | Christine Zierath / Christel Sommer (DDR) |
| 1977/1978 | DDR: Internationales Werner-Seelenbinder-Gedenkturnier | Damendoppel      | 3     | Astrit Schreiber / Christel Sommer (Aktivist Niederwürschnitz / DHfK Leipzig) |
| 1977/1978 | DDR-Mannschaftsmeisterschaft                           | Mannschaft       | 3     | DHfK Leipzig (Jürgen Richter, Volker Herbst, Gerd Pigola, Manfred Blauhut, Matthias Röder, Christel Sommer, Beate Herbst, Rena Eckart)                                                                  |
| 1977/1978 | DDR-Einzelmeisterschaft                                | Damendoppel      | 3     | Christel Sommer / Karin Hahndorf (DHfK Leipzig / Lok Magdeburg) |
| 1978/1979 | Silberner Federball                                    | Mixed            | 1     | Volker Herbst / Christel Sommer (DHfK Leipzig) |
| 1978/1979 | DDR-Mannschaftsmeisterschaft                           | Mannschaft       | 3     | DHfK Leipzig (Jürgen Richter, Gerd Pigola, Volker Herbst, Matthias Röder, Manfred Blauhut, Christel Sommer, Beate Herbst, Rena Eckart, Birgit Harder)                                                   |
| 1978/1979 | DDR-Einzelmeisterschaft                                | Dameneinzel      | 3     | Christel Sommer (DHfK Leipzig) |
| 1978/1979 | Silberner Federball                                    | Dameneinzel      | 1     | Christel Sommer (DHfK Leipzig) |
| 1978/1979 | Silberner Federball                                    | Damendoppel      | 1     | Beate Müller / Christel Sommer (DHfK Leipzig) |
| 1979/1980 | DDR-Seniorenmeisterschaft AK I                         | Mixed            | 1     | Gerd Pigola / Christel Sommer (DHfK Leipzig) |
| 1979/1980 | DDR-Seniorenmeisterschaft AK I                         | Dameneinzel      | 1     | Christel Sommer (DHfK Leipzig) |
| 1980/1981 | DDR-Seniorenmeisterschaft AK I                         | Mixed            | 1     | Gerd Pigola / Christel Sommer (DHfK Leipzig) |
| 1980/1981 | DDR-Seniorenmeisterschaft AK I                         | Dameneinzel      | 1     | Christel Sommer (DHfK Leipzig) |
| 1981/1982 | DDR-Seniorenmeisterschaft AK I                         | Mixed            | 1     | Gerd Pigola / Christel Sommer (DHfK Leipzig) |
| 1981/1982 | DDR-Seniorenmeisterschaft AK I                         | Dameneinzel      | 1     | Christel Sommer (DHfK Leipzig) |
| 1981/1982 | DDR-Seniorenmeisterschaft AK I                         | Damendoppel      | 1     | Christel Sommer / Christa Zeiß (DHfK Leipzig / Feinmeß Suhl) |
| 1982/1983 | DDR-Seniorenmeisterschaft AK I                         | Mixed            | 1     | Gerd Pigola / Christel Sommer (DHfK Leipzig) |
| 1982/1983 | DDR-Seniorenmeisterschaft AK I                         | Dameneinzel      | 1     | Christel Sommer (DHfK Leipzig) |
| 1982/1983 | DDR-Seniorenmeisterschaft AK I                         | Damendoppel      | 1     | Christel Sommer / Christa Zeiß (DHfK Leipzig / Feinmeß Suhl) |
| 1983/1984 | DDR-Seniorenmeisterschaft AK I                         | Mixed            | 1     | Gerd Pigola / Christel Sommer (DHfK Leipzig) |
| 1983/1984 | DDR-Seniorenmeisterschaft AK I                         | Damendoppel      | 1     | Christel Sommer / Christa Zeiß (DHfK Leipzig / Feinmeß Suhl) |
| 1983/1984 | DDR-Seniorenmeisterschaft AK I                         | Dameneinzel      | 1     | Christel Sommer (DHfK Leipzig) |
| 1984/1985 | DDR-Seniorenmeisterschaft AK I                         | Mixed            | 1     | Gerd Pigola / Christel Iske (DHfK Leipzig) |
| 1984/1985 | DDR-Seniorenmeisterschaft AK I                         | Dameneinzel      | 1     | Christel Iske (DHfK Leipzig) |
| 1984/1985 | DDR-Seniorenmeisterschaft AK I                         | Damendoppel      | 1     | Christa Zeiß / Christel Iske (Feinmeß Suhl / DHfK Leipzig) |
| 1985/1986 | DDR-Seniorenmeisterschaft AK II                        | Damendoppel      | 1     | Christel Iske / Christa Zeiß (DHfK Leipzig / Feinmeß Suhl) |
| 1985/1986 | DDR-Seniorenmeisterschaft AK II                        | Dameneinzel      | 1     | Christel Iske (DHfK Leipzig) |
| 1985/1986 | DDR-Seniorenmeisterschaft AK II                        | Mixed            | 1     | Gerd Pigola / Christel Iske (DHfK Leipzig) |
| 1987/1988 | DDR-Seniorenmeisterschaft AK II                        | Damendoppel      | 1     | Christa Zeiß / Christel Iske (Suhl / DHfK Leipzig) |
| 1987/1988 | DDR-Seniorenmeisterschaft AK II                        | Dameneinzel      | 1     | Christel Iske (DHfK Leipzig) |
| 1987/1988 | DDR-Seniorenmeisterschaft AK II                        | Mixed            | 1     | Gerd Pigola / Christel Iske (DHfK Leipzig) |
| 1988/1989 | DDR-Seniorenmeisterschaft AK II                        | Damendoppel      | 1     | Christel Iske / Christa Zeiß (DHfK Leipzig / Suhl) |
| 1988/1989 | DDR-Seniorenmeisterschaft AK II                        | Dameneinzel      | 1     | Christel Iske (DHfK Leipzig) |